# Rucphen
Rucphen ( udtale ?) er en kommune og en by i den sydlige provins Noord-Brabant i Nederlandene.

## Galleri
- Rådhus
- Rucphen i 1867